# Narduroides salzmannii
Narduroides salzmannii là một loài thực vật có hoa trong họ Hòa thảo. Loài này được (Boiss.) Rouy mô tả khoa học đầu tiên năm 1913.